# Džejms Lajthil
Ser Majkl Džejms Lajthil (23. januar 1924 – 17. jul 1998) bio je britanski primenjeni matematičar, poznat po svom pionirskom radu u oblasti aeroakustike i po pisanju Lajthilovog izveštaja, koji je pesimistički naveo da „Ni u jednom delu oblasti (VI) nema otkrića do sada koje je proizvelo veliki uticaj kao što je to bilo obećano“, doprinoseći sumornoj klimi zime VI.

## Publikacije
- Lighthill, M. J. (1952). „On sound generated aerodynamically. I. General theory”. Proceedings of the Royal Society A. 211 (1107): 564—587. Bibcode:1952RSPSA.211..564L. S2CID 124316233. doi:10.1098/rspa.1952.0060.
- Lighthill, M. J. (1954). „On sound generated aerodynamically. II. Turbulence as a source of sound”. Proceedings of the Royal Society A. 222 (1148): 1—32. Bibcode:1954RSPSA.222....1L. S2CID 123268161. doi:10.1098/rspa.1954.0049.
- Lighthill, M. J. (1958). Introduction to Fourier Analysis. Cambridge Monographs on Mechanics. Cambridge, UK: Cambridge University Press. ISBN 978-0-521-09128-2.
- Lighthill, M. J. (1958). Introduction to Fourier analysis and generalised functions. New York: Cambridge University Press. ISBN 978-0-521-05556-7.[9]
- Lighthill, M. J. (1960). Higher approximations in aerodynamics theory. Princeton University Press. ISBN 978-0-691-07976-9.
- Lighthill, M. J. (1986). An informal introduction to theoretical fluid mechanics. Oxford: Clarendon Press. ISBN 978-0-19-853630-7.
- Lighthill, M. J. (1987). Mathematical Biofluiddynamics. CBMS-NSF Regional Conference Series in Applied Mathematics. Society for Industrial Mathematics. ISBN 978-0-89871-014-4.
- Lighthill, M. J. (2001). Waves in fluids. Cambridge, UK: Cambridge University Press. ISBN 978-0-521-01045-0.
- Lighthill, M. J. (1997).  Hussaini, M. Yousuff, ур. Collected papers of Sir James Lighthill. Oxford: Oxford University Press. ISBN 978-0-19-509222-6.